# KMGY
KMGY Ltd. est un équipementier automobile hongrois, siégeant à Budapest.
L'entreprise commence ses activités en 1900 en fournissant des équipements de laboratoire. Elle s'oriente progressivement vers les appareillages électriques puis, après la Seconde Guerre mondiale, l'aéronautique (instruments de vol), l'astronomie...
En 1975 est signé un partenariat avec l'allemand VDO. KMGY, qui est déjà l'un des plus gros équipementiers d'Europe centrale, diffuse plus facilement ses produits de l'autre côté du Rideau de fer. C'est à ce moment que le hongrois s'intéresse à l'automobile.
Il est l'un des rares à surnager aux turbulences que traverse le pays, dans la décennie 1980. Cela n'empêche pas la compagnie d'être au bord du gouffre quelques années après, alors qu'elle est privatisée en 1993.
KMGY réalise aujourd'hui des jauges manuelles et électriques pour contrôle de fluides, thermomètres, sondes de pression, voltmètres... ainsi que des combinés d'instruments complets: tachymètre, odomètre, compte-tours électronique.